# 陽光拜仁
陽光拜仁（日语：サニーブライアン），是日本純種競賽馬匹。生涯活躍於中長途賽事，曾於1997年接連勝出皋月賞及東京優駿（日本打吡）。由於其慣常跑法為領放，而且兩次勝出大賽時均不是熱門身份，因而被稱為「領放的伏兵」（逃げの伏兵）。

## 出賽前
1994年4月23日出生於北海道浦河町村下牧場，所有權歸於母系馬主宮崎守保，其後交由美浦訓練中心練馬師中尾銑治訓練。

## 競賽生涯

### 3歲（現2歲）
1996年10月5日出戰東京競馬場2歲新馬戰，比賽初段隨即搶佔位置領放，在直路上順利加速下逐步帶離後方，最終以2 1/2馬位優勢取得首勝。
然而其後於年間未能做出任何突破，出戰百日草特別、府中三歲錦標及柊樹賞分別以第五、第七及第五落敗。

### 4歲（現3歲）
1997年年初以若竹賞作為首戰，維持於先頭約莫第五的位置下於第四彎道逐步取位，但於直路上仍然被外檔位置壓迫上前的Funnel Mark超越，最終以第二的戰績完賽。
2星期後隨即出戰青年盃，本次比賽重拾新馬戰時的領放戰術，帶領馬群前進下逐步取得優勢。進入直路後，其繼續沿欄衝刺堅守位置，最終成功一放到底取得勝利。
3月2日以彌生賞作為目標，未有搶前下處於第四的位置推進，在第四彎道稍微透出準備加速，但最終仍然未能超越Running Gale及被Osumi Sunday追上，以第三的戰績完賽。
雖然其經已取得皋月賞的優先出賽權，但為了維持體態而繼續出戰3星期後的若葉錦標，最終領放之下於直路末段稍為乏力以第四落敗。
4月13日按照計劃出戰皋月賞，但因在若葉錦標的失利僅取得第十一人氣。比賽開始後，其於大外檔第18檔起步下，順應騎師大西直宏的指揮逐步內移貼欄，未有急於搶佔位置下保持於T.M.King O後方第二的位置。通過第三彎道時，其開始發力迫近前方的領放馬並超越對手取得領先，在直路上繼續維持過彎時的優勢展開衝刺，最終力退追擊的Silk Lightning爆冷取得首個分級賽冠軍。
贏得皋月賞後，原定以首長錦標作為調整的一環，但於訓練途中被另一匹賽駒踢中受傷下而避戰，改為直行東京優駿（日本打吡）。
6月1日順利前往打吡，由於其在皋月賞時的勝利被部分馬迷及馬評家認為是僥倖，加上其再度以在最外檔18檔起步，賽前稍為不被看好而僅取得第六人氣。比賽開始後，由於另一匹預期的領放馬無聲鈴鹿未有過於激烈地爭搶位置，因而陽光拜仁順利的由大外檔貼欄，保持於最前方位置以慢放姿態領放，同時做出前1000米61.5秒的超慢步速。進入直路後，其仍然在最前方位置累積不少優勢，於內欄位置下繼續衝刺，最終成功克服東京競馬場對領放馬不離的超長直路，壓贏後方衝出的御用律師、Fujiyama Bizan及目白光明取得第二冠。而富士電視台賽事評述員三宅正治於陽光拜仁衝線是叫出的一句：「這不是僥倖！二冠達成！」（これはもう、フロックでも、なんでもない！二冠達成！），亦成為當時的佳話。
然而於打吡後其被發現骨折，而需要長達半年的休養，最終未能出戰三冠尾關菊花賞。
年末，由於其勝出兩冠，因而在評選中以143票當選最佳4歲雄馬。

### 5歲（現4歲）
1998年年初其骨折經已痊癒，因而陣營瞄準春季天皇賞作為上半年大目標，並安排其以美國賽馬會盃作為熱身。
然而於賽前的訓練途中，其被發現腳部患有肌腱炎，最終在3月11日退役。

### 詳細賽績
| 日期       | 舉辦國家 | 馬場 | 距離   | 級別 | 賽事名稱     | 負重 | 騎師     | 馬號 | 出馬 | 名次 | 時間   | 頭馬（二馬）        |
| ---------- | -------- | ---- | ------ | ---- | ------------ | ---- | -------- | ---- | ---- | ---- | ------ | ------------------- |
| 5/10/1996  | 日本     | 東京 | 草1800 |      | 3歲新馬      | 53   | 大西直宏 | 8    | 13   | 1    | 1:50.4 | （Scholarship）     |
| 2/11/1996  | 日本     | 東京 | 草1800 |      | 百日草特別   | 54   | 大西直宏 | 6    | 12   | 5    | 1:50.3 | 勇敢基斯            |
| 17/11/1996 | 日本     | 東京 | 草1800 | GIII | 府中三歲錦標 | 54   | 大西直宏 | 2    | 13   | 7    | 1:50.6 | Godspeed            |
| 12/15/1996 | 日本     | 中山 | 草1600 |      | 柊樹賞       | 54   | 大西直宏 | 11   | 15   | 5    | 1:37.0 | 速度世界            |
| 6/1/1997   | 日本     | 中山 | 草2000 |      | 若竹賞       | 55   | 大西直宏 | 7    | 16   | 2    | 2:04.7 | Funnel Mark         |
| 18/1/1997  | 日本     | 中山 | 草2000 | OP   | 青年盃       | 55   | 大西直宏 | 3    | 7    | 1    | 2:03.7 | （Tokio Excellent） |
| 2/3/1997   | 日本     | 中山 | 草2000 | GII  | 彌生賞       | 55   | 大西直宏 | 4    | 14   | 3    | 2:03.3 | Running Gale        |
| 22/3/1997  | 日本     | 中山 | 草2000 | OP   | 若葉錦標     | 56   | 大西直宏 | 1    | 16   | 4    | 2:04.3 | Silk Lightning      |
| 13/4/1997  | 日本     | 中山 | 草2000 | GI   | 皋月賞       | 57   | 大西直宏 | 18   | 18   | 1    | 2:02.0 | （Silk Lightning）  |
| 1/6/1997   | 日本     | 東京 | 草2400 | GI   | 東京優駿     | 57   | 大西直宏 | 18   | 17   | 1    | 2:25.9 | （御用律師）        |

## 退役後
退役後，陽光拜仁成為了配種馬，於北海道新日高町Arrow Stud休養，在1998年進行配種。首批子嗣在1999年出生。首批可於2000年出賽。2003年6月8日，Kazeni Fukarete在愛知盃取勝，成為首匹勝出分級賽的子嗣。
2007年配種季後由配種退役馬，11月前往北海道浦河町浦河優駿度假村AERU進行養老生活。
2011年3月3日，其因腹絞痛於牧場內死亡，享年17歲。

### 主要子嗣

#### 分級賽優勝子嗣
1999年生
- Kazeni Fukarete（愛知盃）

2000年生
- 泰斗理生（中日新聞盃）

## 血統簡介
父系百仁時間爲美國賽駒，曾勝出當地二級賽，退役後在日本配種，和週日寧靜及東來兵被一同稱爲改變日本賽馬的三匹種馬。祖父雷弼圖爲美國生產的愛爾蘭賽駒，生涯戰績彪炳，曾勝出葉森打吡，退役後配種成績亦極爲優秀，現已成爲Halo系外另一支出自Hail Reason系的獨立種馬系統。
母系Sunny Swift為日本賽駒，生涯僅勝出條件戰級別的賽事。外祖父Swift Swallow為美國馬匹，生涯無出賽記錄。

### 血統表
| 父線：雷弼圖系（Hail to Reason系）  |                              |                |                  |
| 種馬 百仁時間 1985年（深棗色）      | 雷弼圖 1969年（棗色）        | Hail to Reason | Turn-to          |
| 種馬 百仁時間 1985年（深棗色）      | 雷弼圖 1969年（棗色）        | Hail to Reason | Nothirdchance    |
| 種馬 百仁時間 1985年（深棗色）      | 雷弼圖 1969年（棗色）        | Breamalea      | Nasuha           |
| 種馬 百仁時間 1985年（深棗色）      | 雷弼圖 1969年（棗色）        | Breamalea      | Rarelea          |
| 種馬 百仁時間 1985年（深棗色）      | Kelley's Day 1977年（棗色）  | Graustark      | 里博             |
| 種馬 百仁時間 1985年（深棗色）      | Kelley's Day 1977年（棗色）  | Graustark      | Flower Bowl      |
| 種馬 百仁時間 1985年（深棗色）      | Kelley's Day 1977年（棗色）  | Golden Trail   | Hasty Road       |
| 種馬 百仁時間 1985年（深棗色）      | Kelley's Day 1977年（棗色）  | Golden Trail   | Sunny Vale       |
| 繁殖雌馬 Sunny Swift 1988年（棗色） | Swift Swallow 1977年（棗色） | 北地舞人       | 新北區           |
| 繁殖雌馬 Sunny Swift 1988年（棗色） | Swift Swallow 1977年（棗色） | 北地舞人       | Natalma          |
| 繁殖雌馬 Sunny Swift 1988年（棗色） | Swift Swallow 1977年（棗色） | Homeward Bound | Alycidon         |
| 繁殖雌馬 Sunny Swift 1988年（棗色） | Swift Swallow 1977年（棗色） | Homeward Bound | Sabie River      |
| 繁殖雌馬 Sunny Swift 1988年（棗色） | Sunny Roman 1974年（棗色）   | Faberge        | Princely Gift    |
| 繁殖雌馬 Sunny Swift 1988年（棗色） | Sunny Roman 1974年（棗色）   | Faberge        | Spring Offensive |
| 繁殖雌馬 Sunny Swift 1988年（棗色） | Sunny Roman 1974年（棗色）   | Final Queen    | Final Score      |
| 繁殖雌馬 Sunny Swift 1988年（棗色） | Sunny Roman 1974年（棗色）   | Final Queen    | Tsukikawa        |
| 雌系：號族：1-l                     |                              |                |                  |
| 五代內近親交配：Nasrullah 5×5       |                              |                |                  |

## 命名由來
名字中，Sunny（サニー）為馬主宮崎守保之冠名，意思為「陽光」，Brian（ブライアン）則繼承自父系百仁時間的名字，港澳民間一般取「拜仁」作為翻譯。

## 外部連結
- 陽光拜仁 netkeiba.com
- 血統表